# Pat Duggan
Pat Duggan, född 12 oktober 1937, död 20 juni 2015, var en australisk friidrottare. Hon deltog vid olympiska sommarspelen 1960.